# أحادي أكسيد النيتروجين
أحادي أكسيد النيتروجين أو أكسيد النيتريك هو مركب كيميائي وهو غاز في الحالة الطبيعية بالصيغة الكيميائية NO.

## احادي اكسيد النيتروجين بيولوجيا
يعتبر أحادي أكسيد النيتروجين موسعاً وعائياً، يتم إنتاجه في الخلايا الوعائية المبطنة للأوعية الدموية، ويعمل كأداة لحمل دفقات الإشارات في الخلايا العضلية الملساء المجاورة؛ لتؤثر على تنظيم ضغط الدم، وتدفق الدم، وتوصيل الأكسجين. ويُعتقد أن أحادي أكسيد النيتروجين يتحكم بهذه العمليات الفيسيولوجية بالغة الأهمية عبر انتشار بسيط غير منتظم، ابتداءً من موقع إنتاجه إلى المواقع التي يستهدفها، إلا أن ستراوب وزملاءہ يقدمون دليلاً يثبت أن حالة الأكسدة الخاصة ببروتين الهيموجلوبين ألفا، الذي يظهر في نقطة الاتصال بين الخلايا العضلية والبطانية، تنظم انتشارَ أحادي أكسيد النيتروجين وعملية إرسال الإشارات الخاصة به.
تم منح جائزة نوبل في الطب أو علم وظائف الأعضاء لعام 1998 لاكتشاف دور أكسيد النيتريك كجزيء إشارات القلب والأوعية الدموية.
في الثدييات، بما فيها البشر، يُعدّ أكسيد النيتريك جزيئًا إشاريًا في العديد من العمليات الفسيولوجية والمرضية.  وقد أُعلن عنه "جزيء العام" عام ١٩٩٢. مُنحت جائزة نوبل في الطب عام ١٩٩٨ لاكتشاف دور أكسيد النيتريك كجزيء إشاري للقلب والأوعية الدموية. ويمتد تأثيرها إلى ما هو أبعد من علم الأحياء، مع تطبيقات في الطب، مثل تطوير السيلدينافيل (الفياجرا)، وفي الصناعة، بما في ذلك تصنيع أشباه الموصلات.

## الوظائف البيولوجية
المقال الرئيسي: الوظائف البيولوجية لأكسيد النيتريك
NO هو جزيء إشارات غازي. وهو ناقل حيوي رئيسي للفقاريات، يلعب دورًا في مجموعة متنوعة من العمليات البيولوجية. وهو منتج حيوي في جميع أنواع الكائنات الحية تقريبًا، بما في ذلك البكتيريا والنباتات والفطريات والخلايا الحيوانية.
أكسيد النيتريك، وهو عامل استرخاء مشتق من البطانة (EDRF)، يُصنع حيويًا داخليًا من L-أرجينين والأكسجين وNADPH بواسطة إنزيمات مختلفة من إنزيم أكسيد النيتريك سينثاز (NOS). قد يُنتج أكسيد النيتريك أيضًا عن طريق اختزال النترات غير العضوية. يُعد غوانيليل سيكليز أحد الأهداف الأنزيمية الرئيسية لأكسيد النيتريك. يؤدي ارتباط أكسيد النيتريك بمنطقة الهيم في الإنزيم إلى التنشيط، في وجود الحديد. أكسيد النيتريك شديد التفاعل (بضع ثوانٍ فقط)، ومع ذلك ينتشر بحرية عبر الأغشية. هذه الخصائص تجعله مثاليًا لجزيء إشارات عابر (بين الخلايا المتجاورة) وجزيء إشارات ذاتي (داخل الخلية الواحدة).Stryer, Lubert (1995). Biochemistry (4th ed.). W.H. Freeman and Company. p. 732. ISBN 978-0-7167-2009-6.  بمجرد تحويل أكسيد النيتريك إلى نترات ونتريت بواسطة الأكسجين والماء، تُعطّل إشارات الخلايا.
تستخدم بطانة الأوعية الدموية أكسيد النيتريك لإشارة العضلات الملساء المحيطة بالاسترخاء، مما يؤدي إلى توسع الأوعية وزيادة تدفق الدم.  سيلدينافيل (الفياجرا) دواء يستخدم مسار أكسيد النيتريك. لا ينتج السيلدينافيل أكسيد النيتريك، ولكنه يعزز الإشارات التي تقع أسفل مسار أكسيد النيتريك من خلال حماية أحادي فوسفات الغوانوسين الحلقي (cGMP) من التحلل بواسطة فوسفوديستيراز النوع 5 (PDE5) الخاص بـ cGMP في الجسم الكهفي، مما يسمح بتعزيز الإشارة، وبالتالي توسع الأوعية الدموية. يعمل ناقل غازي داخلي آخر، كبريتيد الهيدروجين (H2S)، مع أكسيد النيتريك لتحفيز توسع الأوعية الدموية وتكوين الأوعية الدموية بطريقة تعاونية.
يؤدي التنفس الأنفي إلى إنتاج أكسيد النيتريك داخل الجسم، بينما التنفس الفموي لا يؤدي إلى ذلك.

## وصلات خارجية
- International Chemical Safety Card 1311
- National Pollutant Inventory – Oxides of nitrogen Fact Sheet
- 1998 Nobel Prize in Physiology/Medicine for discovery of NO's role in cardiovascular regulation
- Nitric Oxide and its Role in Diabetes, Wound Healing and Peripheral Neuropathy
- Microscale Gas Chemistry: Experiments with Nitrogen Oxides
- Your Brain Boots Up Like a Computer – new insights about the biological role of nitric oxide.
- Assessing The Potential of Nitric Oxide in the Diabetic Foot
- New Discoveries About Nitric Oxide Can Provide Drugs For Schizophrenia
- Nitric Oxide at the Chemical Database